# Jennifer Jason Leigh
Pour les articles homonymes, voir Leigh, Jennifer Lee (homonymie) et JJL.
Jennifer Jason Leigh [ˈdʒɛnɪfɚ ˈdʒeɪsən liː] (JJL), de son vrai nom Jennifer Lee Morrow, est une actrice américaine, née le 5 février 1962 à Hollywood, en Californie. Elle a également produit, écrit et réalisé quelques séries et films.

## Biographie
Jennifer Lee Morrow, de son vrai nom, est la fille de l'acteur Vic Morrow et de l'actrice et scénariste Barbara Turner (en), qui divorcent deux ans après sa naissance. Elle a une sœur aînée, Carrie Ann Morrow (née en 1958) et une demi-sœur, Mina Badie, également actrice.

### Carrière
Elle apparaît pour la première fois au cinéma en 1976 sous la direction de son beau-père, le réalisateur Reza Badiyi, dans Tod eines Fremden, puis elle fait plusieurs apparitions dans des séries télévisées ou téléfilms comme Baretta ou The Young Runaways, épisode de la série Le Monde merveilleux de Disney.
C'est dans les années 1980 qu'elle se fait un nom. Après avoir incarné une jeune sourde et muette dans le film de tueur psychopathe intitulé Appels au meurtre, abandonnant pour cela ses études, elle se fait connaître du grand public avec la comédie Ça chauffe au lycée Ridgemont, où elle joue notamment aux côtés de Sean Penn et Forest Whitaker, et avec le téléfilm The Best Little Girl in the World.
Connue pour incarner des personnages fragiles, névrotiques et sinistres, elle enchaîne les tournages, interprétant une jeune princesse dans le film d'aventures La Chair et le Sang de Paul Verhoeven, une jeune serveuse dans le thriller Hitcher et une dépressive dans Heart of Midnight (en).
En 1990, elle remporte le New York Film Critics Circle Award et le Boston Society of Film Critics Award de la meilleure actrice dans un second rôle pour Dernière sortie pour Brooklyn et Le Flic de Miami, lui apportant la consécration professionnelle. L'année suivante, elle est consacrée définitivement avec le succès du film Backdraft, de Ron Howard.
Devenant une actrice incontournable durant les années 1990, elle tourne avec les plus grands réalisateurs du moments comme Robert Altman dans Short Cuts, les frères Coen dans Le Grand Saut et David Cronenberg dans eXistenZ. Elle adopte des rôles de femmes manipulatrices ou glaciales, comme le prouve JF partagerait appartement, de Barbet Schroeder, où elle incarne une sociopathe.
Durant cette même décennie, elle tourne des films dramatiques comme Dolores Claiborne, adapté d'un roman de Stephen King, et Mrs Parker et le Cercle vicieux, recevant un bon accueil du milieu indépendant pour son rôle. Elle obtient également le rôle de Marion dans Eyes Wide Shut, le dernier film de Stanley Kubrick. Le tournage s'éternise, et elle doit quitter l'équipe pour tourner eXistenZ.
Membre du jury au Festival de Venise en 2000, elle écrit, produit et réalise en collaboration avec Alan Cumming la comédie indépendante The Anniversary Party, dans lequel elle joue également. Le film est présenté au Festival de Cannes 2001 dans la section Un certain regard et reçoit un bon accueil critique. En 2002, elle interprète l'épouse du personnage joué par Tom Hanks dans Les Sentiers de la perdition, puis elle s'illustre l'année suivante dans le thriller In the Cut, de Jane Campion, au côté de Meg Ryan, et incarne une prostituée dans The Machinist, partageant la vedette avec Christian Bale.
En 2005, elle est récompensée d'un Prix Génie pour sa prestation de mère manipulatrice dans la comédie Childstar (en), puis incarne un médecin dans le thriller fantastique The Jacket. Deux ans plus tard, elle tourne pour la première fois sous la direction de son époux Noah Baumbach dans la comédie dramatique Margot va au mariage, incarnant la sœur de Nicole Kidman. Elle continue à tourner des comédies dramatiques comme Synecdoche, New York et Greenberg, seconde collaboration avec Noah Baumbach, qu'elle contribue à produire et à écrire.
En 2015, elle tient le rôle féminin principal de Daisy Domergue dans le western Les Huit Salopards (The Hateful Eight) de Quentin Tarantino.
En 2023, elle interprète un des rôles principaux de la série Fargo (Lorraine Lyon dans la saison 5).

### Vie privée
Jennifer s'est mariée avec Noah Baumbach le 4 septembre 2005. Le couple divorce en 2013. Ils ont un fils, Rohmer Emmanuel, né le 17 mars 2010.

## Filmographie

### Cinéma

#### Années 1970
- 1973 : Tod eines Fremden de Reza Badiyi et Uri Massad : une fille jouant avec une boule en caoutchouc (non créditée au générique)

#### Années 1980
- 1981 : Appels au meurtre (Eyes of a Stranger) de Ken Wiederhorn : Tracy
- 1982 : Ça chauffe au lycée Ridgemont (Fast Times at Ridgemont High) d'Amy Heckerling : Staci Hamilton
- 1983 : Hold-up en jupons (Easy Money) de James Signorelli : Allison Capuletti
- 1984 : Grandview, U.S.A. de Randal Kleiser : Candy Webster
- 1985 : La Chair et le Sang (Flesh and Blood) de Paul Verhoeven : Agnes
- 1986 : Hitcher (The Hitcher) de Robert Harmon : Nash
- 1986 : The Men's Club (en) de Peter Medak : Teensy
- 1987 : Under Cover (en) de John Stockwell : Tanille Lareoux
- 1987 : Sister, Sister (en) de Bill Condon : Lucy Bonnard
- 1988 : Au cœur de minuit (en) (Heart of Midnight) de Matthew Chapman : Carol
- 1989 : The Big Picture de Christopher Guest : Lydia Johnson
- 1989 : Dernière Sortie pour Brooklyn (Last Exit to Brooklyn) d'Uli Edel : Tralala

#### Années 1990
- 1990 : Le Flic de Miami (Miami Blues) de George Armitage : Susie Waggoner
- 1991 : Backdraft de Ron Howard : Jennifer Vaitkus
- 1991 : Crooked Hearts de Michael Bortman : Marriet Hoffman
- 1991 : Rush de Lili Fini Zanuck : Kristen Cates
- 1992 : The Prom de Steven Shainberg (court métrage) : Lana
- 1992 : JF partagerait appartement (Single White Female) de Barbet Schroeder : Hedra « Hedy » Carlson
- 1993 : Short Cuts de Robert Altman : Lois Kaiser
- 1994 : Le Grand Saut (The Hudsucker Proxy) de Joel Coen : Amy Archer
- 1995 : Mrs Parker et le Cercle vicieux (Mrs. Parker and the Vicious Circle) d'Alan Rudolph : Dorothy Parker
- 1995 : Dolores Claiborne de Taylor Hackford : Selena St. George
- 1995 : Georgia d'Ulu Grosbard : Sadie Flood
- 1996 : Kansas City de Robert Altman : Blondie O'Hara
- 1996 : Bastard Out of Carolina d'Anjelica Huston : Anney Boatwright
- 1997 : Washington Square d'Agnieszka Holland : Catherine Sloper
- 1997 : Secrets (A Thousand Acres) de Jocelyn Moorhouse : Caroline Cook
- 1999 : eXistenZ de David Cronenberg : Allegra Geller

#### Années 2000
- 2000 : Le roi est vivant (The King is Alive) de Kristian Levring : Gina
- 2000 : Dis maman, comment on fait les bébés ? (Skipped Parts) de Tamra Davis : Lydia Callahan
- 2001 : The Barber (The Man Who Wasn't There) de Joel Coen : la femme détenue (non créditée)
- 2001 : The Anniversary Party d'Alan Cumming et Jennifer Jason Leigh : Sally Therrian
- 2001 : The Quickie de Sergueï Bodrov : Lisa
- 2002 : Hé Arnold !, le film (Hey Arnold!: The Movie) de Tuck Tucker : Bridget (voix)
- 2002 : Les Sentiers de la perdition (Road to Perdition) de Sam Mendes : Annie Sullivan
- 2003 : In the Cut de Jane Campion : Pauline
- 2004 : The Machinist (El maquinista) de Brad Anderson : Stevie
- 2004 : Palindromes de Todd Solondz : Mark Aviva
- 2004 : Childstar (en) de Don McKellar : Suzanne
- 2005 : The Jacket de John Maybury : le Dr. Beth Lorenson
- 2005 : Easter Sunday (court-métrage) de Jasmine Kosovic : Mère
- 2005 : Rag Tale (en) de Mary McGuckian : Mary Josephine 'MJ' Morton
- 2007 : Margot va au mariage (Margot at the Wedding) de Noah Baumbach : Pauline
- 2008 : Synecdoche, New York de Charlie Kaufman : Maria

#### Années 2010
- 2010 : Greenberg de Noah Baumbach : Beth
- 2013 : Kill Your Darlings de John Krokidas : Naomi Ginsberg
- 2013 : The Spectacular Now de James Ponsoldt : Sara
- 2013 : Hateship, Loveship de Liza Johnson : Chloé
- 2014 : Welcome to Me de Shiva Piven : Deb Moseley
- 2015 : Anomalisa de Duke Johnson et Charlie Kaufman : Lisa
- 2015 : Les Huit Salopards (The Hateful Eight) de Quentin Tarantino : Daisy Domergue
- 2016 : Morgane (Morgan) de Luke Scott : Kathy Grieff
- 2016 : L. B. Johnson, après Kennedy de Rob Reiner : Lady Bird Johnson
- 2017 : Good Time de Joshua et Ben Safdie : Corey Ellman
- 2017 : Amityville: The Awakening de Franck Khalfoun : Joan Walker
- 2018 : Annihilation d'Alex Garland : Dr Ventress
- 2018 : Undercover : Une histoire vraie (White Boy Rick) de Yann Demange

#### Années 2020
- 2020 : Possessor de Brandon Cronenberg : Girder
- 2021 : La Femme à la fenêtre (The Woman in the Window) de Joe Wright : Jane Russell
- 2021 : Awake de Mark Raso : Dr Murphy
- 2022 : Sharp Stick de Lena Dunham  : Marilyn
- 2023 : Poolman de Chris Pine : Susan
- 2025 : Night Always Comes de Benjamin Caron : Doreen

### Télévision
- 1981 : The Killing of Randy Webster de Sam Wanamaker : Amy Wheeler
- 1990 : Enterré vivant (Buried Alive) (téléfilm) : Joanna Goodman
- 1998 : Par-delà l'éternité (The love letter) de Dan Curtis (téléfilm) : Elizabeth Whitcomb
- 2009-2012 : Weeds (série télévisée) : Jill Price-Gray
- 2013 : Revenge de Mike Kelley (série télévisée) : Kara Wallace Clarke
- 2017 : Twin Peaks: The Return (série télévisée, saison 3) de David Lynch : Chantal Hutchens
- 2017-2021 : Atypical (série télévisée) : Elsa Gardner
- 2018 : Patrick Melrose (mini-série) : Eleanor Melrose
- 2019 : The Affair (saison 5) : Adeline, la mère de Sierra
- 2022 : Hunters (saison 2) : Chava Apfelbaum
- 2023 : Fargo  (saison 5) : Lorraine Lyon

### Comme productrice
- 1995 : Georgia
- 2000 : Dis maman, comment on fait les bébés ? (Skipped Parts)
- 2001 : The Anniversary Party

### Comme réalisatrice
- 2001 : The Anniversary Party

### Comme scénariste
- 2001 : The Anniversary Party
- 2010 : Greenberg

## Distinctions

### Récompenses
- New York Film Critics Circle Awards 1990 : Meilleure actrice dans un second rôle pour Le Flic de Miami
- Boston Society of Film Critics Awards 1991 : Meilleure actrice dans un second rôle pour Le Flic de Miami et Dernière sortie pour Brooklyn
- MTV Movie Awards 1993 : Meilleure méchante pour JF partagerait appartement
- Mostra de Venise 1993 : Spéciale coupe Volpi pour l'ensemble des acteurs de Short Cuts
- Golden Globes 1994 : Special Award à l'ensemble des acteurs et actrices du film Short Cuts
- Chicago Film Critics Association Awards 1995 : Meilleure actrice pour Mrs Parker et le Cercle vicieux
- National Society of Film Critics Awards 1995 : Meilleure actrice pour Mrs. Parker et le Cercle vicieux
- Montréal World Film Festival 1995 : Meilleure actrice pour Georgia
- New York Film Critics Circle Awards 1995 : Meilleure actrice pour Georgia
- Festival international du film de Tokyo 2000 : Meilleure actrice
- Prix Génie 2005 : Meilleur second rôle féminin pour Childstar (en)
- National Board of Review Awards 2015 : Meilleure actrice dans un second rôle pour Les Huit Salopards

### Nominations
- Golden Globes 1995 : Meilleure actrice dans un film dramatique pour Mrs Parker et le Cercle vicieux
- Golden Globes 2016 : Meilleure actrice dans un second rôle pour Les Huit Salopards
- Oscars 2016 : Meilleure actrice dans un second rôle pour Les Huit Salopards

## Voix françaises
En France, Marie-Laure Dougnac est la voix française régulière de Jennifer Jason Leigh. Brigitte Aubry, Déborah Perret, Catherine Le Hénan, Emmanuèle Bondeville et Laurence Crouzet l'ont également doublée à deux occasions. 

Au Québec, Aline Pinsonneault  est la voix québécoise régulière de l'actrice. Il y a également Marie-Andrée Corneille qui l'a doublée à trois reprises. 